# José Andrés Martínez
José Andrés Martínez (* 7. August 1994 in Maracaibo) ist ein venezolanischer Fußballspieler.

## Karriere
Mindestens von der Saison 2016 bis Ende 2017 spielt er für Deportivo JBL del Zulia, danach wechselte er zur Saison 2018 zum Zulia FC. Ab der Spielzeit 2021 stand er in den USA beim MLS-Franchise Philadelphia Union unter Vertrag. In der Saison 2020 gewann er mit seiner Mannschaft den Supporters Shield.
Im August 2024 wechselte Martínez nach Brasilien. Hier unterzeichnete er einen Kontrakt beim SC Corinthians in São Paulo. Der Kontrakt erhielt eine Laufzeit bis Jahresende 2027.